# Seznam velkých inkvizitorů Španělska

znak svaté inkvizice

Velký inkvizitor Španělska (latinsky: Inquisitor generalis) byl vedoucí úředník inkvizice. Titul obvykle odkazuje na hlavního inkvizitora španělské inkvizice.
Asi nejslavnější inkvizitor byl španělský dominikán Tomás de Torquemada, který stál v čele španělské inkvizice.

## Seznam

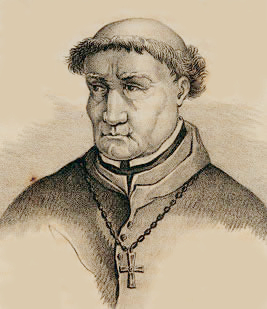
Tomás de Torquemada, velký inkvizitor Španělska, 1483-98

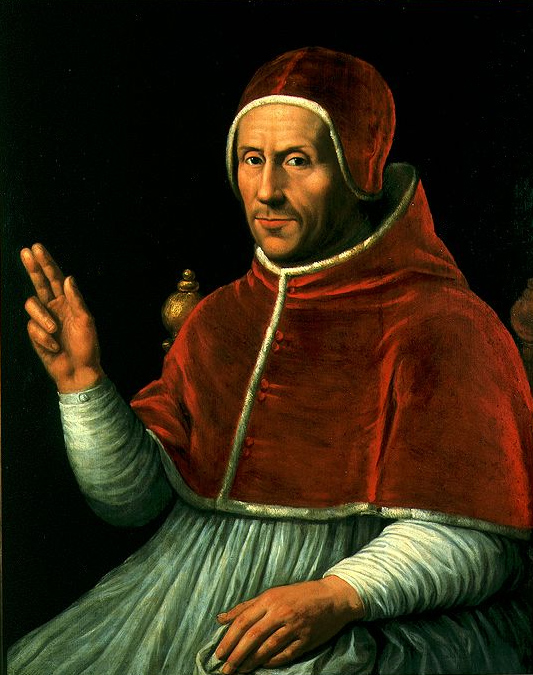
Hadrián Florisz z Utrechtu, velký inkvizitor Španělska, 1518-22

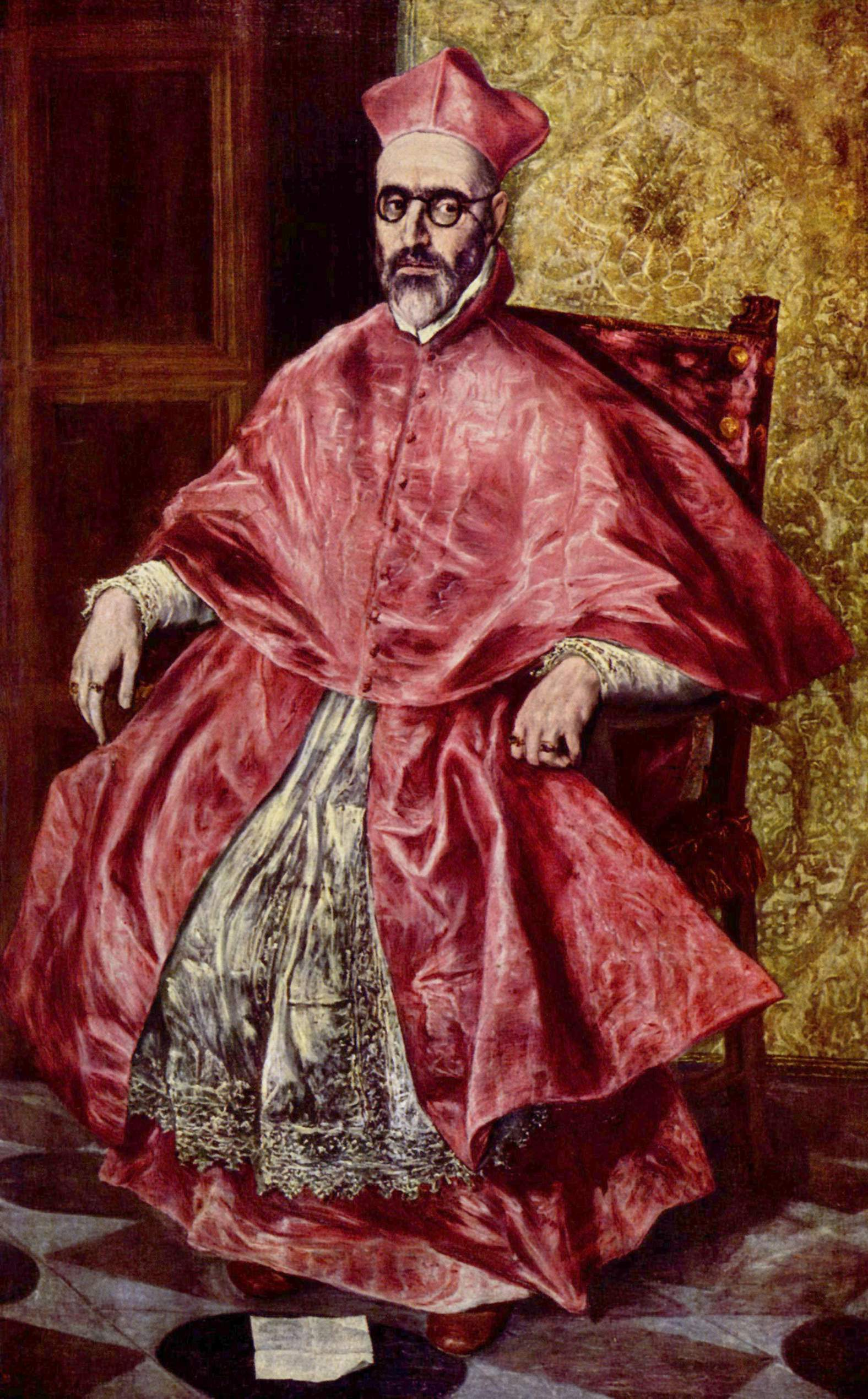
Fernando Niño de Guevara, velký inkvizitor Španělska, 1600-02

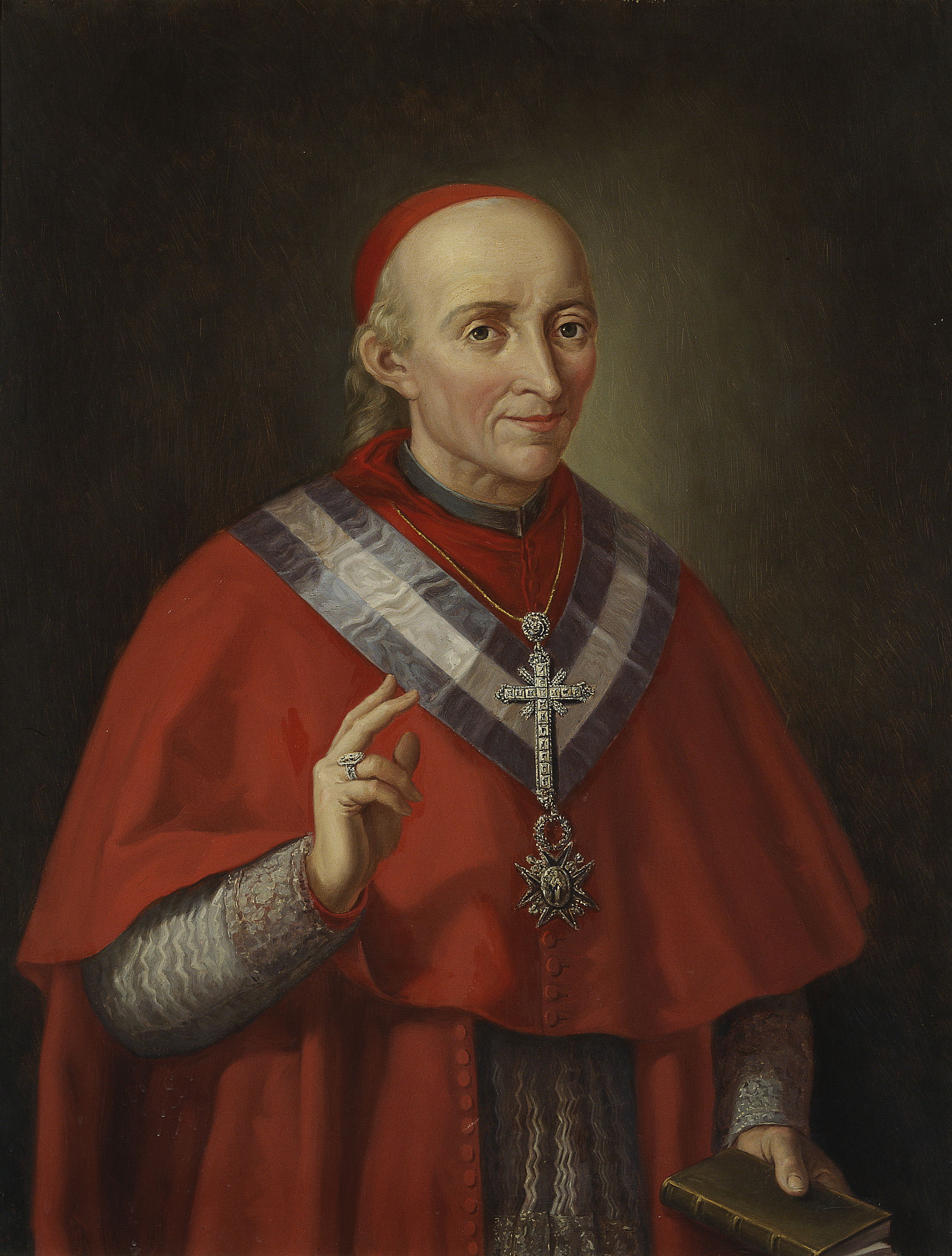
Francisco Antonio de Lorenzana, velký inkvizitor Španělska, 1794-97

Následující osoby vykonávaly funkci velkého inkvizitora Španělska v letech 1483–1820
- Tomás de Torquemada (1483–1498)
- Diego de Deza (1498–1507), arcibiskup sevillský.
- kardinál Francisco Jiménez de Cisneros: jen v Kastílii (1507–1517), arcibiskup toledský.
- Juan Enguera: jen v Aragonsku (1507–1513), biskup ve Vichu.
- Luis Mercader: jen v Aragonsku (1512–1516), biskup v Tortose.
- kardinál Hadrián Florisz z Utrechtu jen v Aragonsku (1516); generální inkvizitor Aragonska a Kastílie (1518–1522), biskup v Tortose, později papež.
- kardinál Alfonso Manrique de Lara (1523–1538), arcibiskup sevillský.
- Juan Pardo de Tavera (1539–1545), arcibiskup toledský.
- García de Loaysa y Mendoza (1546), arcibiskup sevillský.
- Fernando de Valdés (1547–1566), arcibiskup sevillský.
- Diego de Espinosa (1566–1572), biskup v Sigüenza.
- kardinál Gaspar de Quiroga (1573–1594), arcibiskup toledský.
- Jerónimo Manrique de Lara (1595), biskup v Ávile.
- Pedro de Portocarrero (1596–1599), biskup v Calahorra a Córdobě.
- kardinál Fernando Niño de Guevara (1599–1602), arcibiskup sevillský.
- Juan de Zúñiga (1602), biskup v Cartageně.
- Juan Bautista de Acevedo (1603–1608), biskup ve Valladolidu.
- kardinál Bernardo de Sandoval y Rojas (1608–1618), arcibiskup toledský.
- Luis de Aliaga (1619–1621), královský zpovědník.
- Andrés Pacheco (1622–1626), biskup v Cuence.
- kardinál Antonio Zapata y Cisneros (1627–1632), arcibiskup v Burgosu.
- Antonio de Sotomayor (1632–1643), arcibiskup v Damašku.
- Diego de Arce y Reinoso (1643–1665), biskup v Plasencii.
- Pascual de Aragón (1665), arcibiskup toledský.
- kardinál Juan Everardo Nithard S.J. (1666–1669), zpovědník krále, arcibiskup edeský.
- Diego Sarmiento de Valladares (1669–1695), biskup v Plasencii.
- Juan Tomás de Rocabertí (1695–1699), arcibiskup valencijský.
- kardinál Alonso de Aguilar (1699).
- Baltasar de Mendoza y Sandoval (1699–1705), biskup v Segovii.
- Vidal Marín del Campo (1705–1709), biskup na Ceutě.
- Antonio Ibáñez de la Riva Herrera (1709–1710), arcibiskup v Zaragoze.
- kardinál Francesco del Giudice (1711–1716)
- José de Molines (1717), auditor Tribunálu Římské roty.
- Juan de Arzamendi (1720).
- Diego de Astorga y Céspedes (1720), biskup v Barceloně.
- Juan de Camargo (1720–1733), biskup v Pamploně.
- Andrés de Orbe y Larreátegui (1733–1740), arcibiskup valencijský.
- Manuel Isidro Orozco Manrique de Lara (1742–1746), arcibiskup v Santiagu de Compostela.
- Francisco Pérez de Prado y Cuesta (1746–1755), biskup v Teruelu.
- Manuel Quintano Bonifaz (1755–1774), titulární biskup farsalský.
- Felipe Beltrán Serrano (1775–1783), biskup v Salamanca.
- Agustín Rubín de Ceballos (1784–1793), biskup v Jaénu.
- Manuel Abad y Lasierra (1793–1794), biskup v Astorze a arcibiskup v Selimbrii.
- kardinál Francisco Antonio de Lorenzana (1794–1797), arcibiskup toledský.
- Ramón José de Arce (1798–1808), arcibiskup v Burgosu a Zaragoze.
- Zrušení inkvizice během francouzské okupace Španělska (1808–1814).
- Francisco J. Mier y Campillo (1814–1818), biskup v Almeríi.
- Cristóbal Bencomo y Rodríguez (1818), titulární arcibiskup Heraclea. Zpovědník krále Ferdinand VII. (vsázky byl odmítnut Cristóbal Bencomo sám).[1]
- Jerónimo Castillón y Salas (1818–1820), biskup v Tarazoně.
- Definitivní zrušení španělské inkvizice v roce 1820.